# Ichijō Teruyoshi
Ichijō Teruyoshi (一条 輝良 1756 – 1795?) fue un kuge (cortesano) que actuó de regente durante la era Edo. Fue hijo del regente Ichijō Michika.
Ocupó la posición de kanpaku del Emperador Kōkaku entre 1791 y 1795.
Su esposa fue hija del octavo líder del Wakayama han Tokuyama Shigenori. La pareja tuvo una hija y dos hijos: Ichijō Tadayoshi y uno que fue adoptado por la familia Saionji y tomó el nombre de Saionji ¿? (西園寺 実韶).